# Tammerfors
Tammerfors (finlandssvenskt uttal: [tɑmːærˈforsː] ( lyssna); finska: Tampere [ˈtɑmpere] ( lyssna)) är en stad och kommun belägen i landskapet Birkaland i Finland. Tammerfors, som är den tredje största kommunen i landet (efter Helsingfors och Esbo som båda ligger i huvudstadsregionen), har 244 223 invånare och är den största inlandsstaden i Norden. Invånarantalet i tätorten Tammerfors uppgick 2016 till 330 711. Kommunens area är 689,59 km², varav 524,89 km² är land och 164,7 km² är inlandsvatten.
Huvudleden i centrala Tammerfors är Tavastgatan. Tammerfors delregion innefattar 376 000 invånare och är andra största befolkningskoncentration efter Helsingfors delregion.
Tammerfors är beläget mellan två inlandssjöar: Näsijärvi och Pyhäjärvi. Vattnet från Näsijärvi rinner till Pyhäjärvi genom Tammerfors ström. Runtomkring forsen finns röda tegelbyggnader, som fungerade som fabriker under industrins blomstringstid i Tammerfors. Staden är historiskt Finlands första och största industristad och därmed kallas den också "Finlands Manchester".
Enligt Taloustutkimus undersökning om mobilitet (2012) skulle en tredjedel av finländarna kunna tänka sig att flytta till Tammerfors ifall de var tvungna att flytta någonstans i Finland. Med i undersökningen var 40 kommuner och ungefär 4 300 finländare svarade på undersökningen.

## Historia

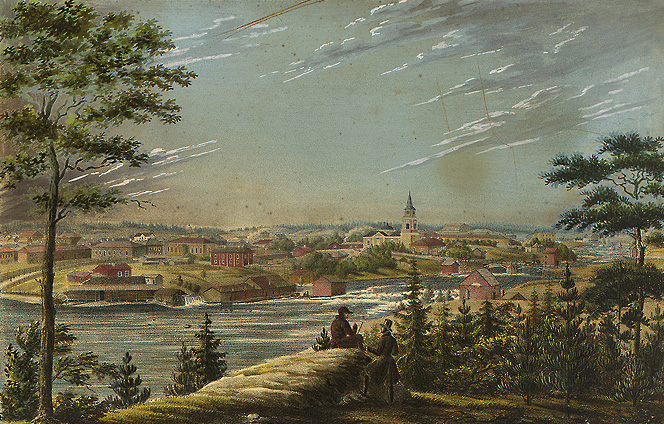
Tammerfors år 1837.

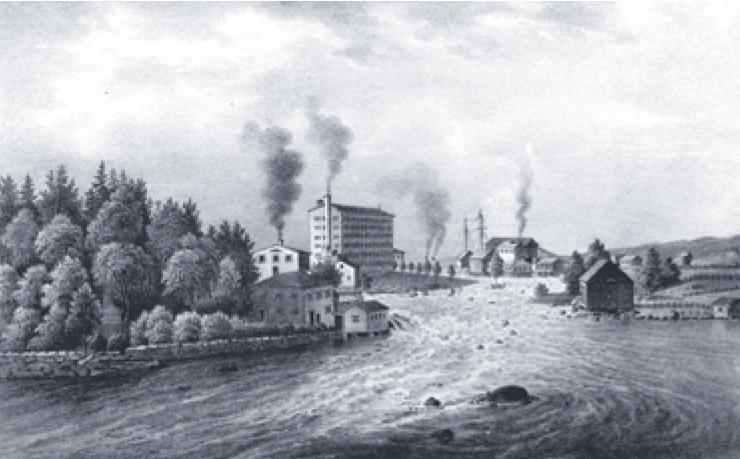
Fabriker i Tammerfors år 1847 illustrerad i Finland framstäldt i teckningar.

På 600-talet började det uppkomma befolkning mellan sjöarna Näsijärvi och Pyhäjärvi. Under 1200-talet blev stället en viktig handelsplats. På 1700-talet märkte man nyttan i att producera vattenkraft. Staden grundades officiellt av Gustav III den 1 oktober 1779 till dåvarande Sverige, som Finland var en del av. Vid den tiden var arean 3,2 km² och området utsträckte sig från forsen till Pispala. Invånarantalet var omkring 200 personer.
Tammerfors började utvecklas till en industristad omkring 1820-talet. En av de första signifikanta industrianläggningar var bomullsfabriken, som grundades av James Finlayson och Wilhelm Nottbeck. Efter 1850-talet började industrin blomstra. Utöver textilindustrin blev metall-, järn- och träförädlingsindustrin en viktig del av industrikulturen i staden. Senare uppkom det ytterligare sko- och läderindustri. Den starka industrialiseringen syntes tydligt i stadsbilden: höga skorstenar samt röda tegelbyggnader som fungerade som fabriker var kännetecknande för Tammerfors decennier framåt. Vid skiftet av 1800- och 1900-talet var invånarantalet kring 35 000 personer.
Industrialiseringen gav upphov till ekonomisk tillväxt och utveckling av teknisk expertis. Kunnandet försvann inte i och med att industrialiseringen lugnade ner sig vid andra världskriget. På 1960-talet fick Tammerfors sin Tekniska högskola samt Universitet. Staden blev centret för modern teknologi.
Under sin historia har staden varit mycket kulturrik. Staden kännetecknas bland annat av teaterkulturen. Staden har också varit ett lämpligt ställe för konstnärer och författare att bo i. Författaren Minna Canth föddes i Tammerfors 1844 men familjen flyttade snart därefter till Kuopio. Nordens största konsert- och kongresscenter Tammerforshuset byggdes på 1990-talet, vilket upplivade musikkulturen och gjorde staden till en lämplig mötesplats. Presidentens självständighetsfest ordnades 2013 i Tampere-talo på grund av att presidentens slott renoverades då.
År 1918 präglades staden av slaget om Tammerfors, vilket kom att bli vändpunkten i det finska inbördeskriget. Slaget varade från mars till april. Gatustriderna ledde till att en del av staden förstördes. Befolkningen var indelade i de vita och de röda. Det blodiga slaget slutade med de vitas seger. Ungefär 2000 röda och 700 vita dog under händelsen.
I Tammerfors etablerades ett svenskt vicekonsulat 1882, vilket är upphöjt till konsulat sedan 1959.

### Administrativ historik
Kommunen Aitolahti inkorporerades 1 januari 1966 och Teisko 1 januari 1972.

## Politik

### Mandatfördelning i Tammerfors stad, valen 1964–2025
Statistik över kommunalval i Finland finns tillgänglig för enskilda kommuner från valet 1964 och framåt. Publikationen över kommunalvalet 1968 var den första som redovisade komplett partitillhörighet.
| 16 | 20 | 17 |

| 14 | 21 | 3 |  | 3 |  | 15 |

| 16 | 21 |  |  |  |  | 17 |

| 18 | 20 |  | 3 |  | 23 |

| 16 | 22 |  |  |  | 3 | 22 |

| 13 | 21 | 4 |  | 3 |  |  | 22 |

| 12 | 23 | 3 |  |  |  |  | 3 | 21 |

| 10 | 21 | 7 | 8 |  |  |  |  | 16 |

| 12 | 18 | 6 | 4 |  |  |  |  |  | 20 |

|  | 10 | 16 | 8 | 6 | 3 |  | 3 | 19 |

|  | 8 | 18 | 8 | 6 | 3 | 3 | 20 |

| 34 | 33 |

|  | 8 | 15 | 11 |  | 4 | 4 |  | 3 | 18 |

| 35 | 32 |

|  | 7 | 16 | 10 |  | 9 | 3 |  |  | 17 |

| 36 | 31 |

| 7 | 16 | 14 | 4 | 4 | 4 |  |  | 15 |

| 38 | 29 |

| 7 | 17 | 11 | 10 | 3 |  | 17 |

| 34 | 33 |

| 8 | 20 | 12 | 4 | 3 |  |  | 17 |

### Vänorter
Tammerfors har haft vänortsverksamhet sedan 1950-talet. 2024 hade Tammerfors 18 vänorter.
- Brașov, Rumänien, sedan 1981
- Chemnitz, Tyskland, sedan 1961, (då känt som Karl-Marx-Stadt,  Östtyskland)
- Essen, Tyskland, sedan 1961
- Guangzhou, Kina, sedan 2008
- Kaunas, Litauen, sedan 1997
- Kiev, Ukraina, sedan 1954 (då  Sovjetunionen)
- Klaksvík, Färöarna
- Kópavogur, Island, sedan 1964
- Linz, Österrike, sedan 1961
- Łódź, Polen, sedan 1958
- Miskolc, Ungern, sedan 1963
- Mwanza, Tanzania
- Norrköpings kommun, Sverige, sedan 1956
- Odense, Danmark, sedan 1966
- Olomouc, Tjeckien, sedan 1986, (då  Tjeckoslovakien)
- Syracuse, USA, sedan 1981
- Tartu, Estland, sedan 1992
- Trondheim, Norge, sedan 1964

## Ekonomi och infrastruktur

### Kommunikationer
Tammerfors är en järnvägsknut med direkta tågförbindelser från Tammerfors järnvägsstation till bl.a. Björneborg, Helsingfors, Jyväskylä, Uleåborg och Åbo. Det finns också förbindelser med långfärdsbuss till ett flertal orter i Finland. Cirka 13 km sydväst om Tammerfors finns Tammerfors-Birkala flygplats, med över en halv miljon passagerare per år (2010).
För närvarande (2017) består den lokala kollektivtrafiken av stadsbussar. Mellan 1948 och 1976 fanns även trådbussar. 2017–2021 pågår byggandet av den första spårvägslinjen mellan centrala Tammerfors och stadsdelen Hervanta. Planer på pendeltågsförbindelser finns, bland annat till Nokia och Lembois.[källa behövs] 2016 invigdes den drygt 2 km långa Strandtunneln, som utgör en del av Riksväg 12:s genomfart norr om Tammerfors centrum.

### Utbildning
Det finns två högskolor i Tammerfors: Polisyrkeshögskolan Polamk (finska: Poliisiammattikorkeakoulu) och Tammerfors högskolesamfund (finska: Tampereen korkeakouluyhteisö). Den sistnämnda består av Tammerfors universitet och Tammerfors yrkeshögskola som sammanslogs i början av 2019. Tammerfors universitet har tidigare fungerat som två separata universiteten: Tammerfors universitet och Tammerfors tekniska universitet.. 
Det finns flera högstadie- och gymnasieskolor, bland annat Svenska samskolan i Tammerfors, som har allt från daghem till gymnasium på ett och samma ställe.

## Demografi

### Befolkningsutveckling
| Befolkningsutvecklingen i Tammerfors stad 1975–2020                                                          | Befolkningsutvecklingen i Tammerfors stad 1975–2020 | Befolkningsutvecklingen i Tammerfors stad 1975–2020 | Befolkningsutvecklingen i Tammerfors stad 1975–2020 | Befolkningsutvecklingen i Tammerfors stad 1975–2020 |
| --- | --------------------------------------------------- | --------------------------------------------------- | --------------------------------------------------- | --------------------------------------------------- |
| |                                                     |                                                     |                                                     |                                                     |
| År |                                                     |                                                     | Folkmängd                                           |                                                     |
| 1975 | 1975                                                |                                                     | 166 338                                             |                                                     |
| 1980 | 1980                                                |                                                     | 166 228                                             |                                                     |
| 1985 | 1985                                                |                                                     | 169 026                                             |                                                     |
| 1990 | 1990                                                |                                                     | 172 560                                             |                                                     |
| 1995 | 1995                                                |                                                     | 182 742                                             |                                                     |
| 2000 | 2000                                                |                                                     | 195 468                                             |                                                     |
| 2005 | 2005                                                |                                                     | 204 337                                             |                                                     |
| 2010 | 2010                                                |                                                     | 213 217                                             |                                                     |
| 2015 | 2015                                                |                                                     | 225 118                                             |                                                     |
| 2020 | 2020                                                |                                                     | 241 009                                             |                                                     |
| Anm: Uppgifterna avser förhållandena den 31 december nämnda år enligt områdesindelningen den 1 januari 2022. |                                                     |                                                     |                                                     |                                                     |

## Svenskspråkiga i Tammerfors

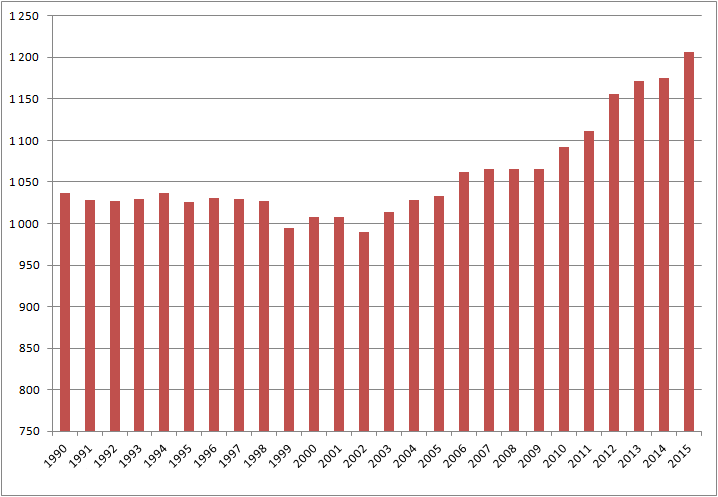
Diagrammet visar antalet svenskregistrerade personer i Tammerfors under perioden 1990-2015. Mellan år 2000 och 2015 ökade antalet svenskspråkiga i kommunen med cirka 200 personer. Lägg märke till att ordinatan (y-axeln) inte börjar vid 0!

I början av 1900-talet var lite mer än 5,5 % av Tammerfors befolkning svenskspråkig och ända fram till 1920-talet var gatunamnen skyltade på både finska och svenska. I dagens läge är endast 0,5 % av befolkningen svenskspråkig (1 156 år 2012), vilket betyder att staden officiellt är enspråkigt finsk. Antalet svenskspråkiga är numera stabilt.
Det svenska Tammerfors har egen skola (Svenska samskolan) med cirka 300 elever, daghem, luthersk församlingsverksamhet (Tammerfors svenska församling), egen tidning och många livskraftiga och aktiva föreningar: t.ex. Luckan och Svenska Klubben i Tammerfors. De svenskspråkiga i Tammerfors utgör Finlands största svenska språkö.

## Kultur
Tampere Filharmonia - Tammerfors stadsorkester med 97 musiker är den största (och enda fullskaliga) symfoniorkestern i Finland utanför huvudstadsregionen. Dess hemmascen är sedan 1990 Tammerforshuset, med 1 806 åhörarplatser. Orkestern grundades på 1930-talet och kommunaliserades 1947 som Tammerfors stadsorkester samt bytte namn 2002 till Tampere Filharmonia.
I Tammerfors ordnar man varje år Tammerfors filmfestival. Den internationella festivalen hade premiär år 1970 och är den äldsta kortfilmsfestivalen i de nordiska länderna. Utöver filmfestivalen har Tampere Jazz Happening lockat till sig en del folk. Runtomkring evenemanget ordnas också konst-, workshop- och filmtillställningar med jazztema. Tammerfest är ett populärt evenemang speciellt bland ungdomar. Denna festival hade sin premiär år 1995 och har sedan dess ordnats varje sommar i juli månad. Sauna Open Air Festival är en metallmusikfestival som ordnas i Tammerfors centrum. Festivalen hölls första gången år 2004 och har sedan dess vuxit till allt större evenemang. År 2013 gick den emellertid i konkurs.
I Tammerfors finns mycket teaterverksamhet, både på amatör- och professionell nivå. Bland annat finns Ahaa teatteri, Pyynikin Kesäteatteri, Tampereen Komediateatteri, Tammerfors teater, Tampereen Ylioppilasteatteri, Tammerfors arbetarteater, Tanssiteatteri MD, Teatteri Mukamas, Teatteri 2000 och Tampereen ooppera.

### Sevärdheter
En av de mest populära sevärdheterna i Tammerfors är nöjesparken Särkänniemi, som dessutom innefattar Näsinneula-tornet med sin snurrande restaurang. Näsinneula är stadens och även Finlands högsta byggnad. På Pynikeåsen finns ett annat utsiktstorn. År 2012 öppnades i Särkänniemi den första Angry Birds-parken, som fick internationell uppmärksamhet redan på invigningsdagen. Andra intressanta sevärdheter är Tammerfors domkyrka, stadsbiblioteket Metso (som liknar en tjäder när man ser den uppifrån), Kalevakyrkan samt Tammerforshuset.
I Tammerfors finns det flera museer. Tammerfors konstmuseum. Muminmuseet, som förevisar den modell av muminhuset som Tove Jansson och hennes vänner byggde samt hennes skisser och manuskript med mera. I Tammerfors finner man också ett museum som är ägnat åt Vladimir Iljitj Lenin. Lenin bodde i staden från 1905 till 1907.
Tammerfors rådhus byggdes 1890 och har en betydande konstsamling.

### Idrott
Tampereen Pyrintö är en mångsidig idrottsförening, som nuförtiden kännetecknas för sina friidrottare som till exempel längdhopparen Tommi Evilä och spjutkastaren Tero Järvenpää. KooVee är också en traditionell idrottsförening, som mångsidigt innefattar flera olika sportgrenar som till exempel ishockey och simning.
I Tammerfors finns två lag som spelar i FM-ligan i ishockey: Ilves och Tappara. Båda är bland de mest framgångsrika lagen i Finland. Ilves har blivit finländska mästare 16 gånger och Tappara 17 gånger.
Till framgångsrika idrottsföreningar i Tammerfors kan man även räkna Isku-Volley i volleyboll, Tampereen Pyrintö i basket samt SC Classic som spelar i F-ligan. Efter att Tampere United fick spelförbud 2011, är Ilves Tammerfors i Tipsligan stadens främsta fotbollslag.
På sommaren 2009 organiserades European Youth Olympic Festival i Tammerfors, dit det kom unga tävlande från olika håll i Europa.

## Bilder

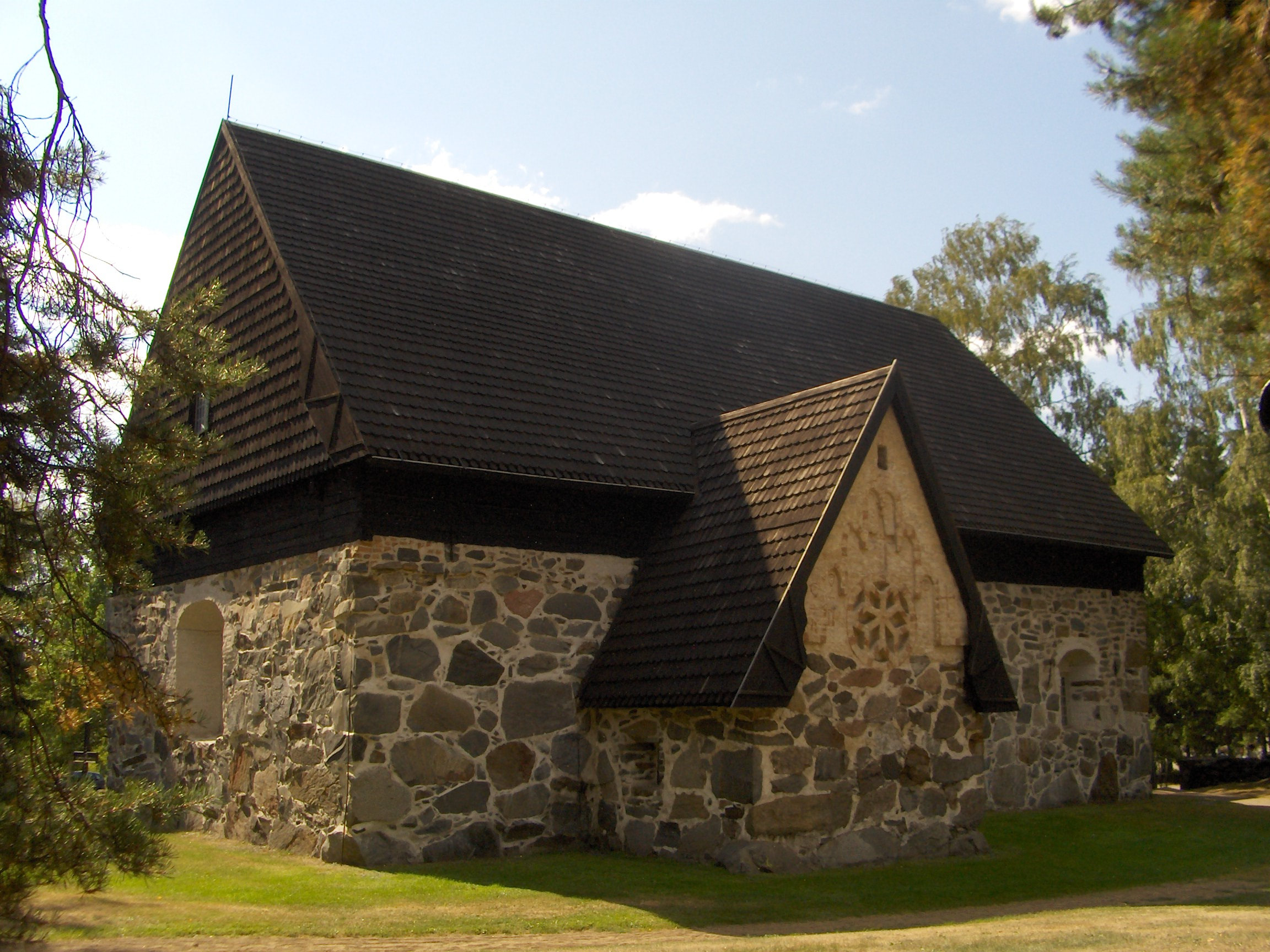
Messuby gamla kyrka byggdes under medeltiden.
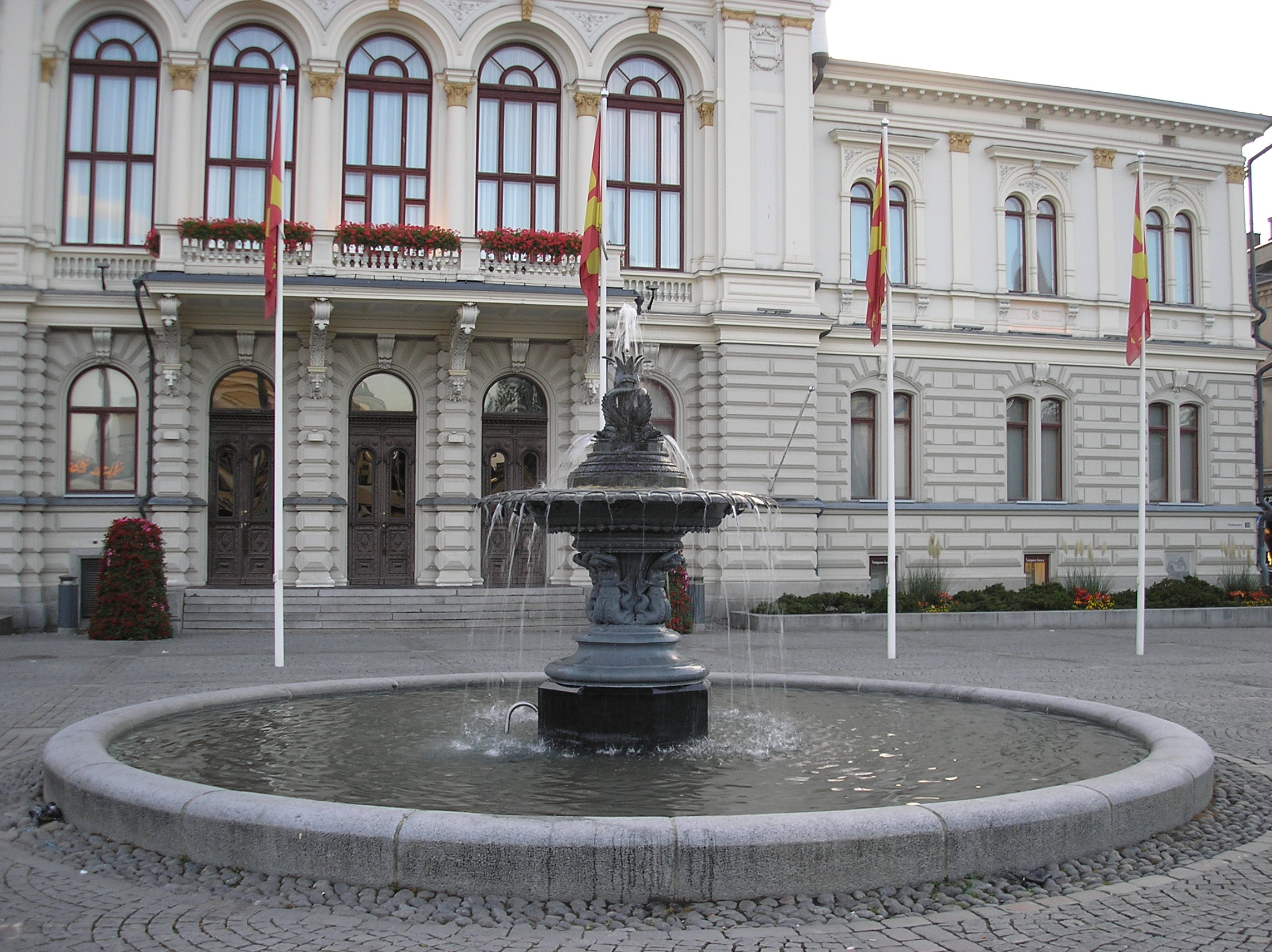
Tammerfors rådhus
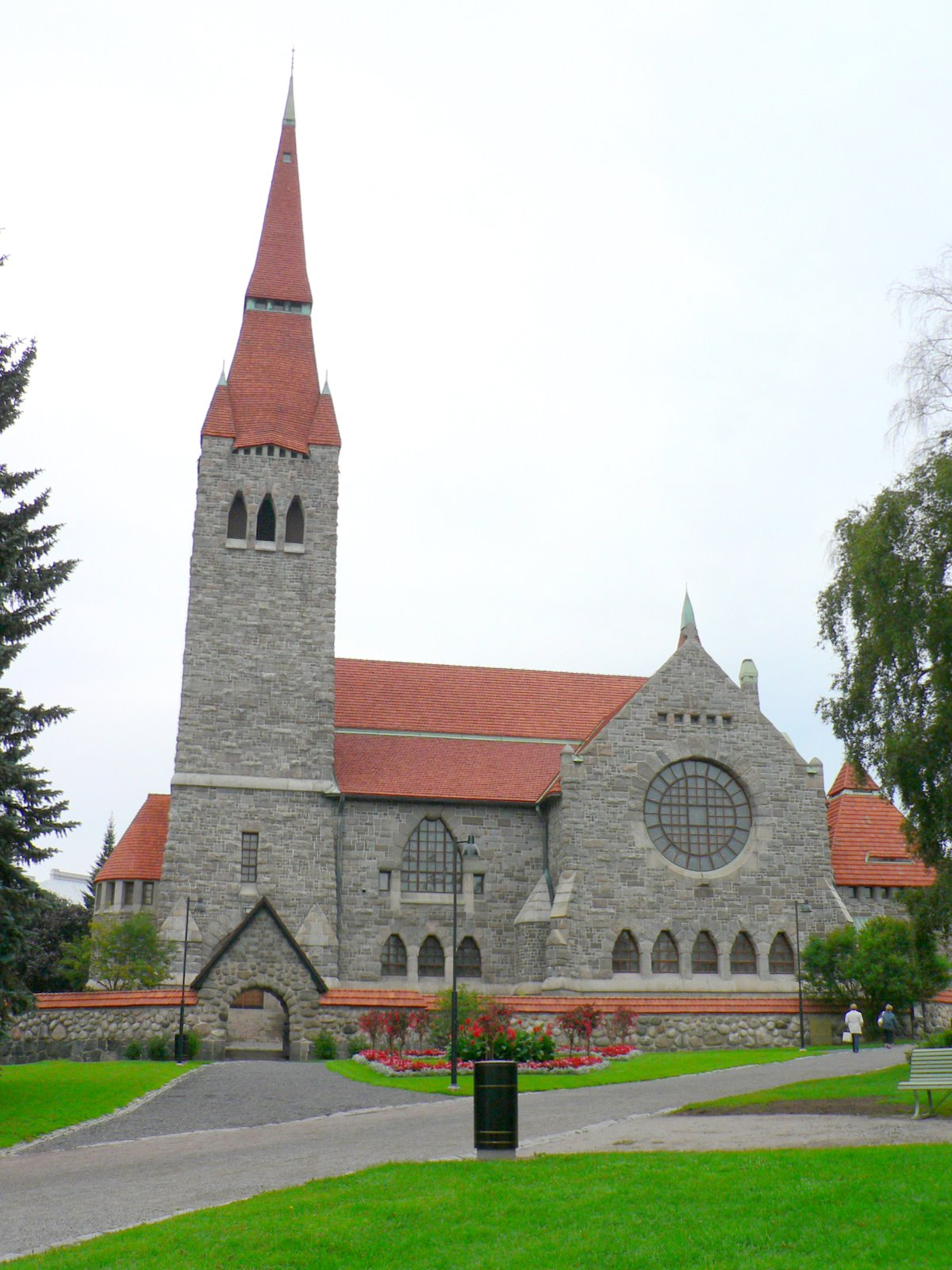
Domkyrka
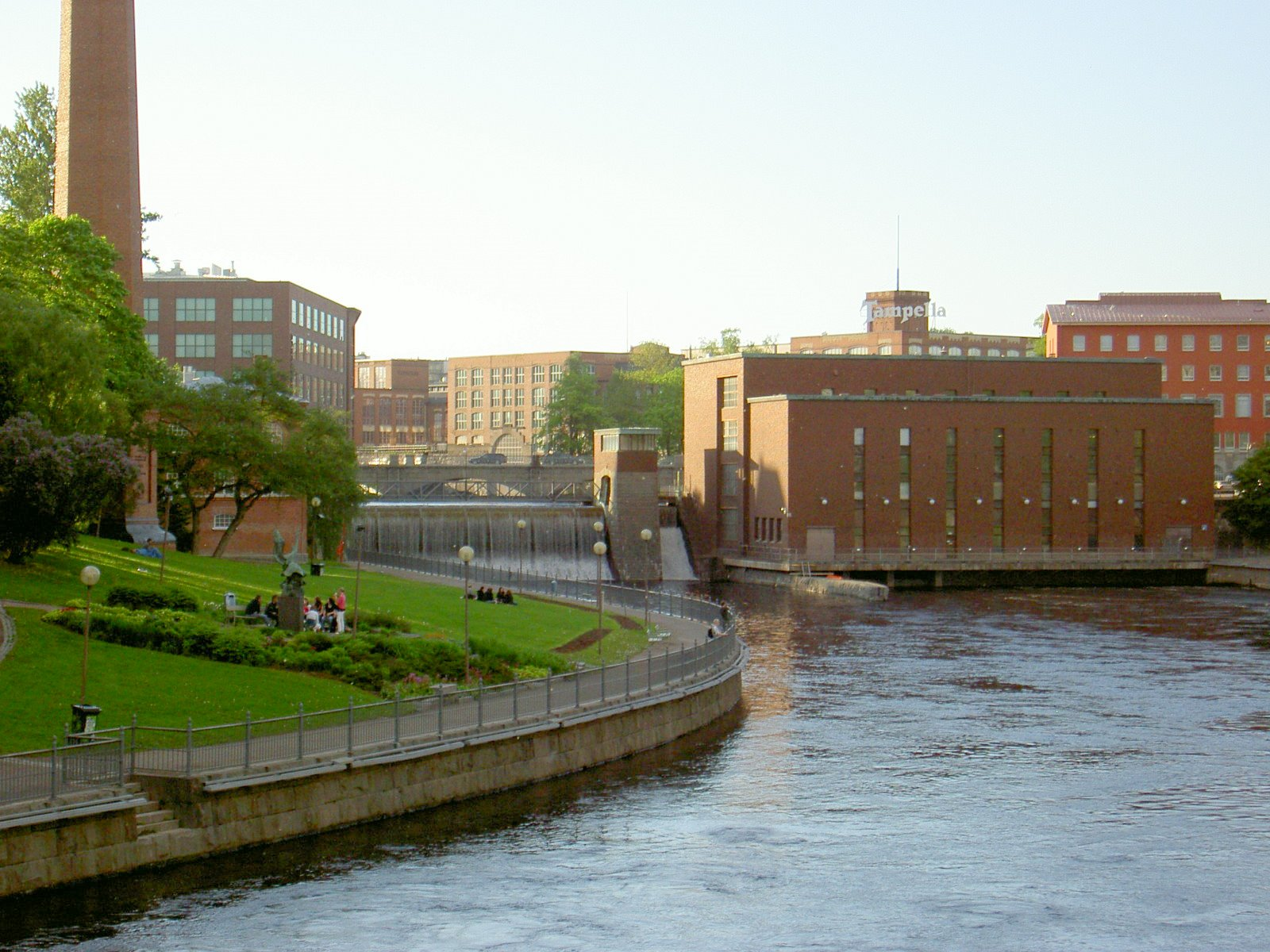
Industrilandskapet i Tammerfors
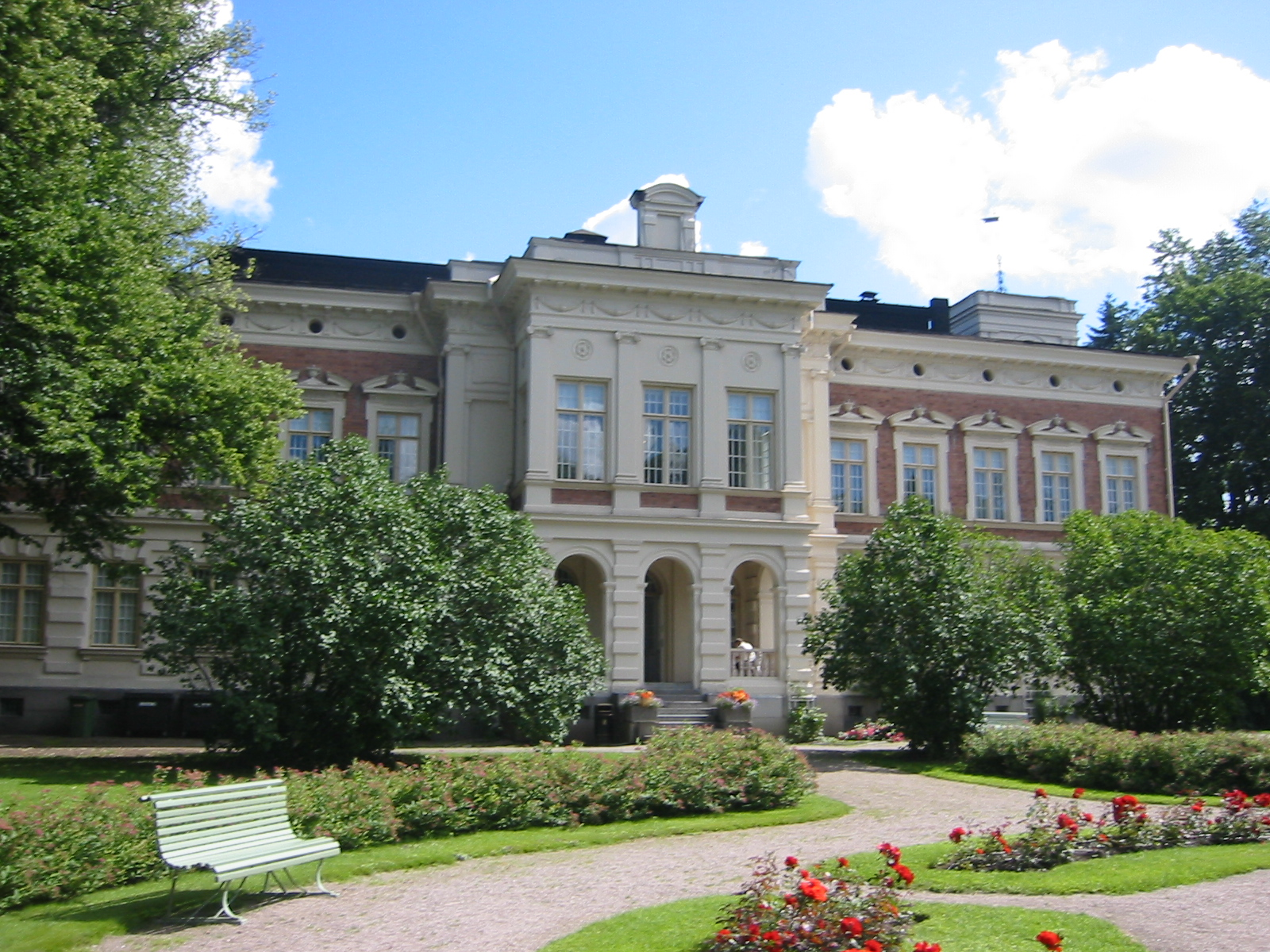
Hatanpää gård
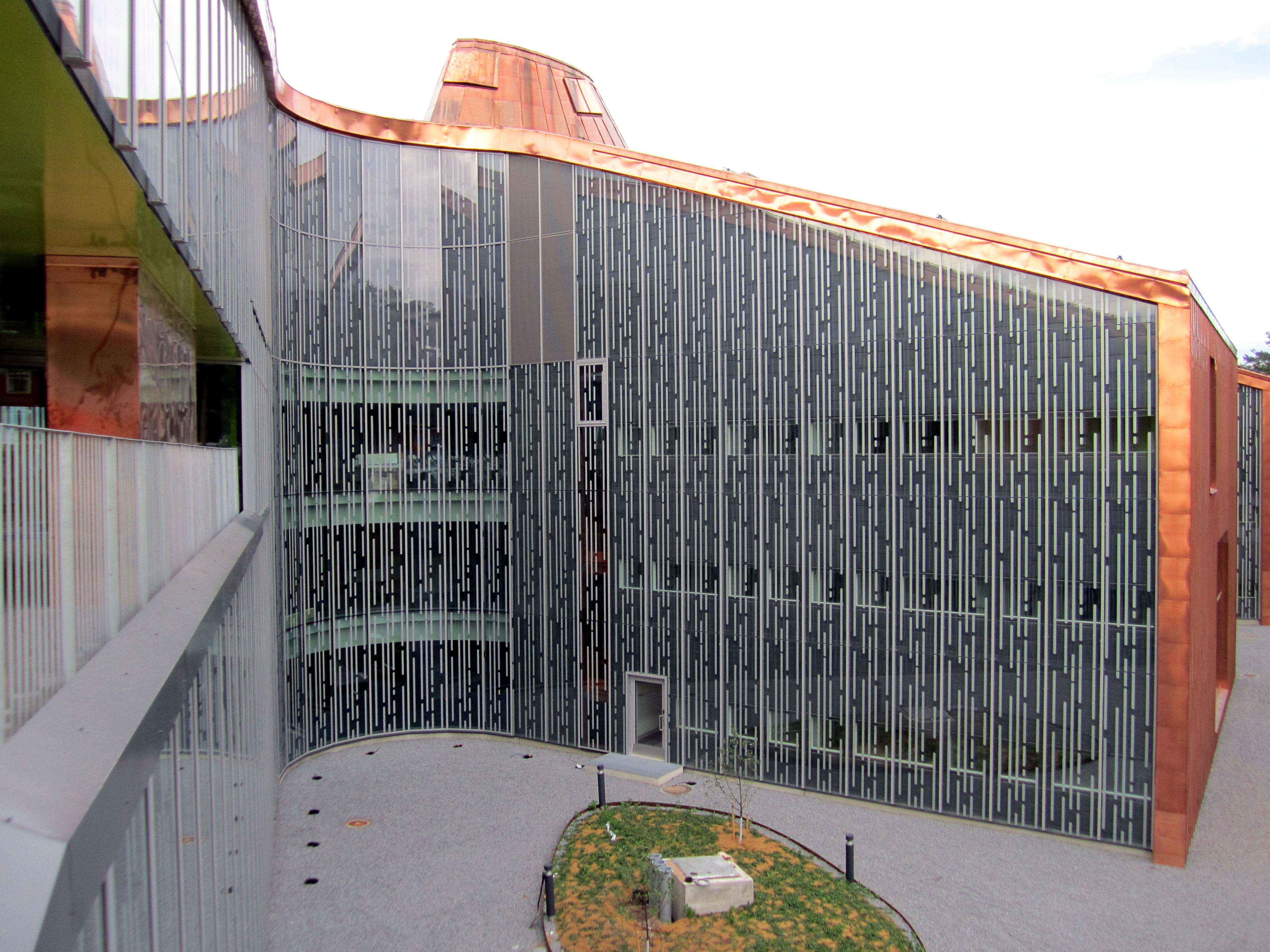
Vårdcentralen i Amuri stadsdel
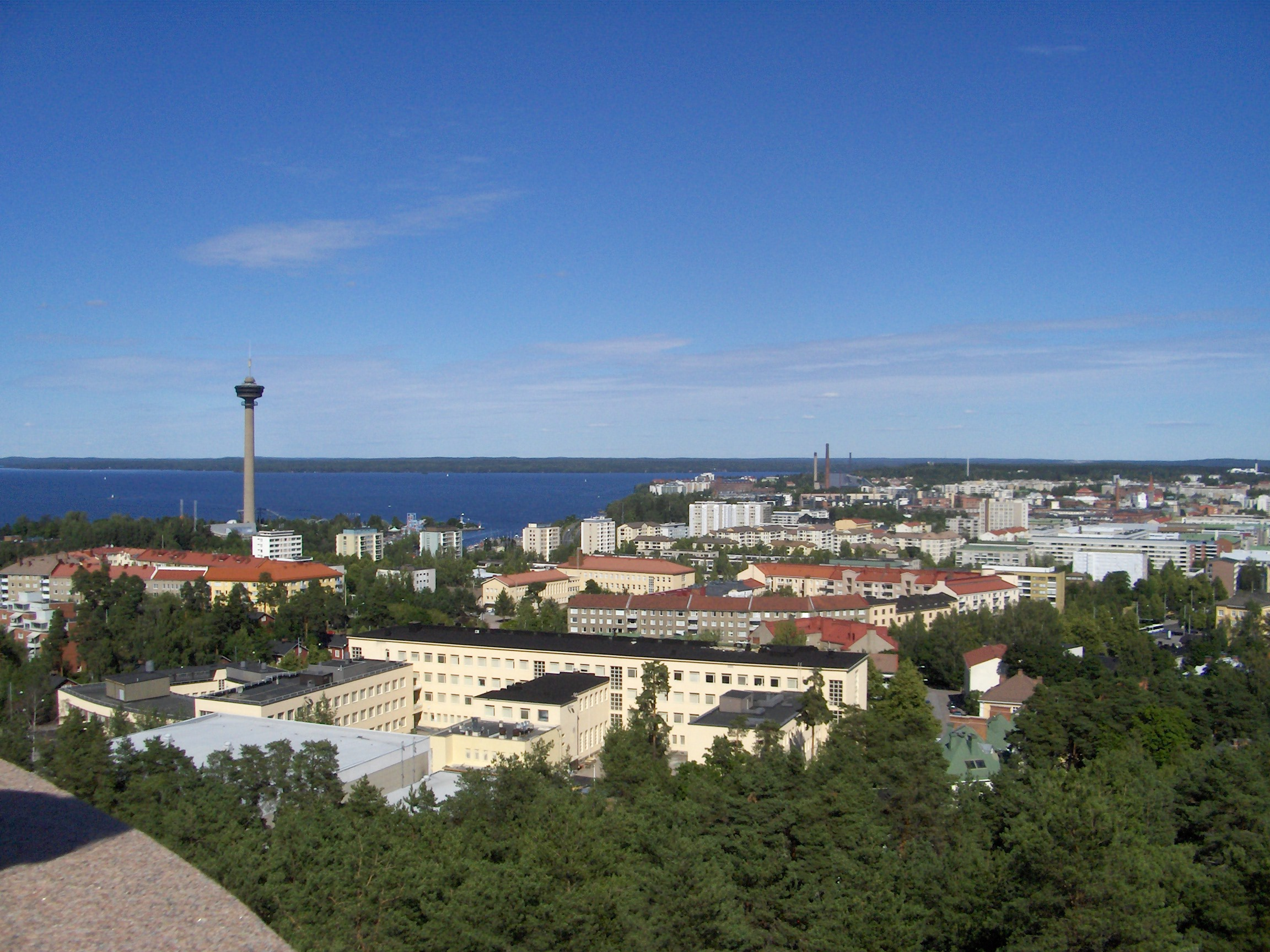
Tammerfors från ovan
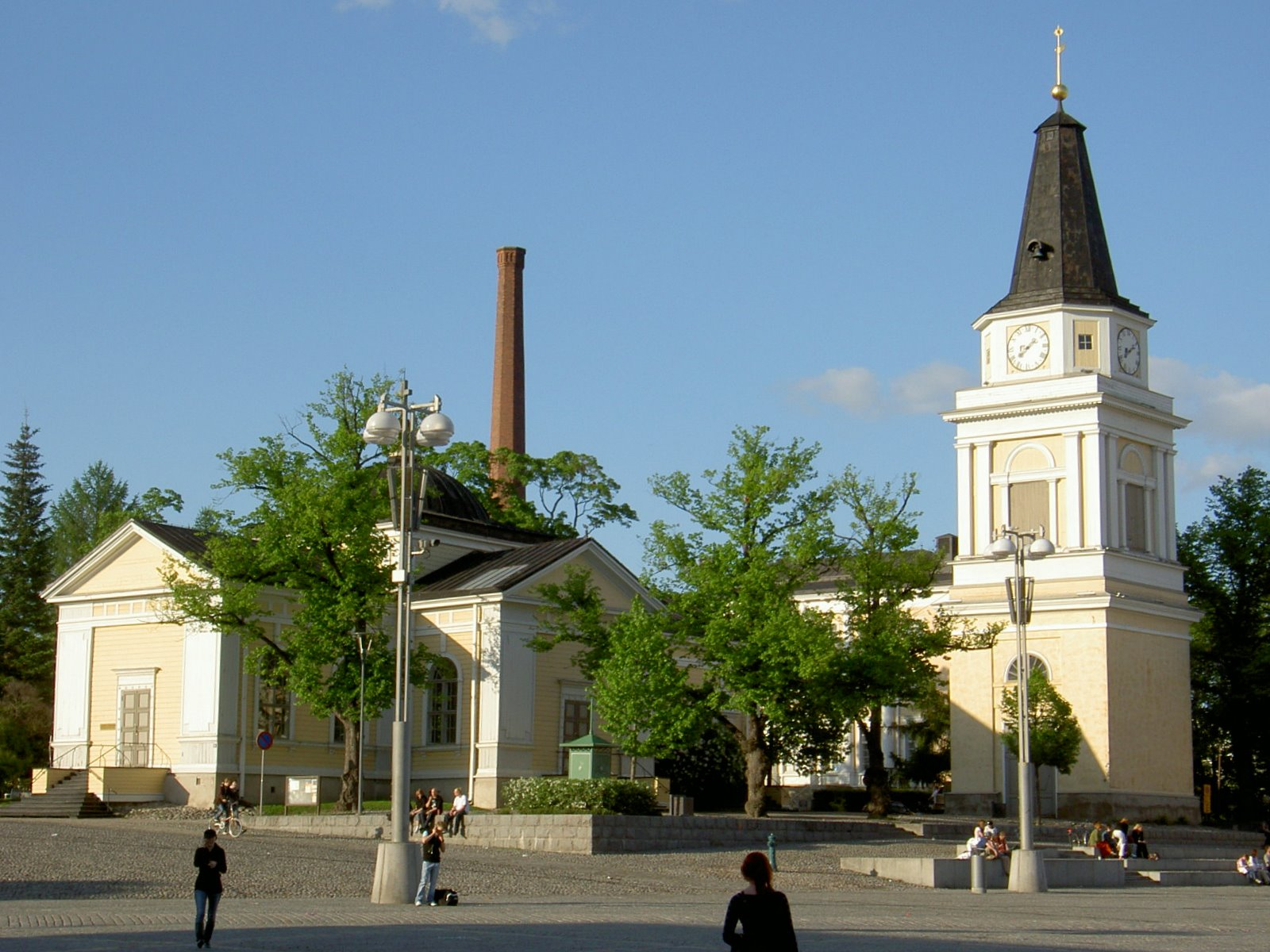
Gamla kyrkan på centraltorget används av den svenska församlingen.
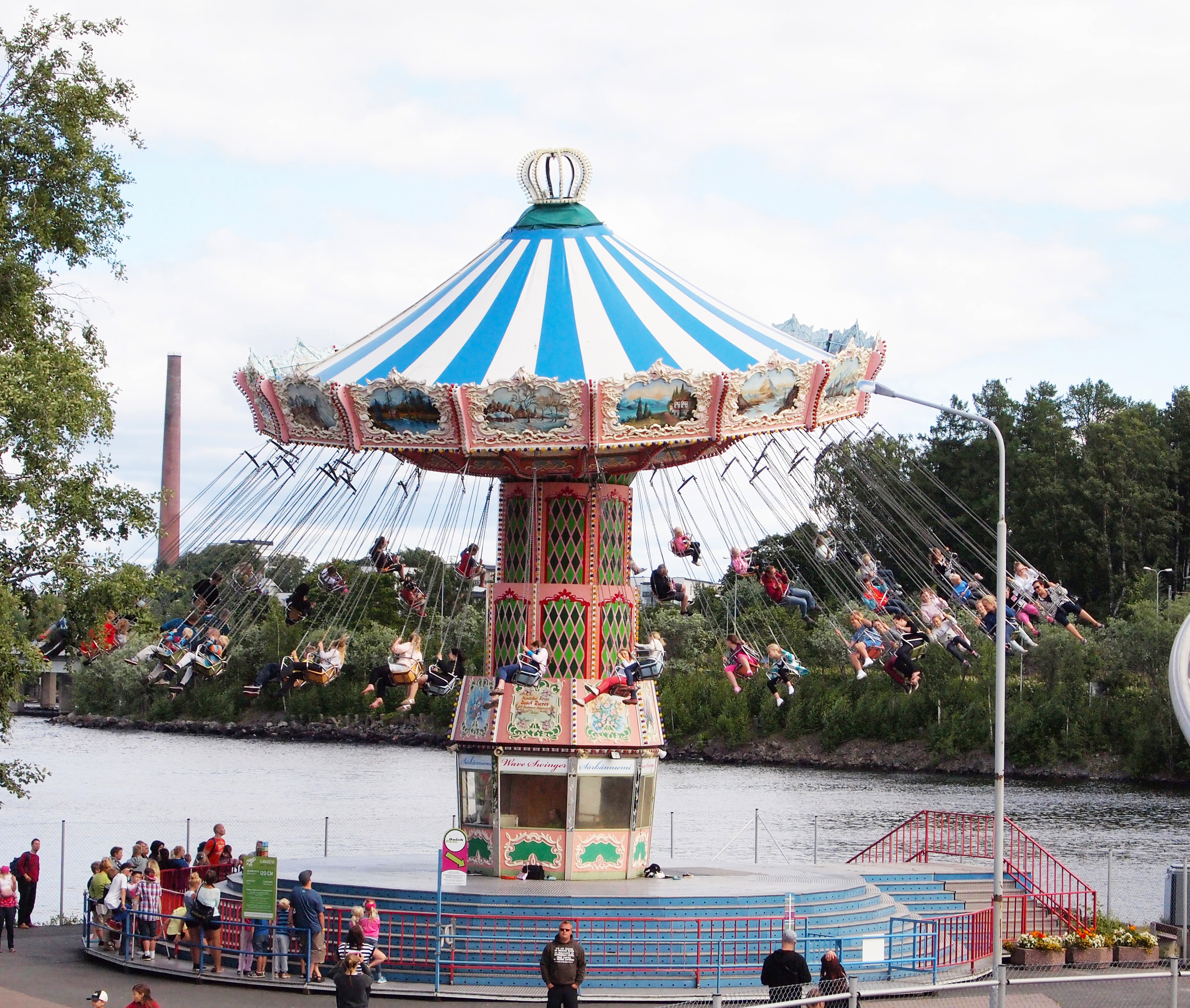
Särkänniemi nöjespark
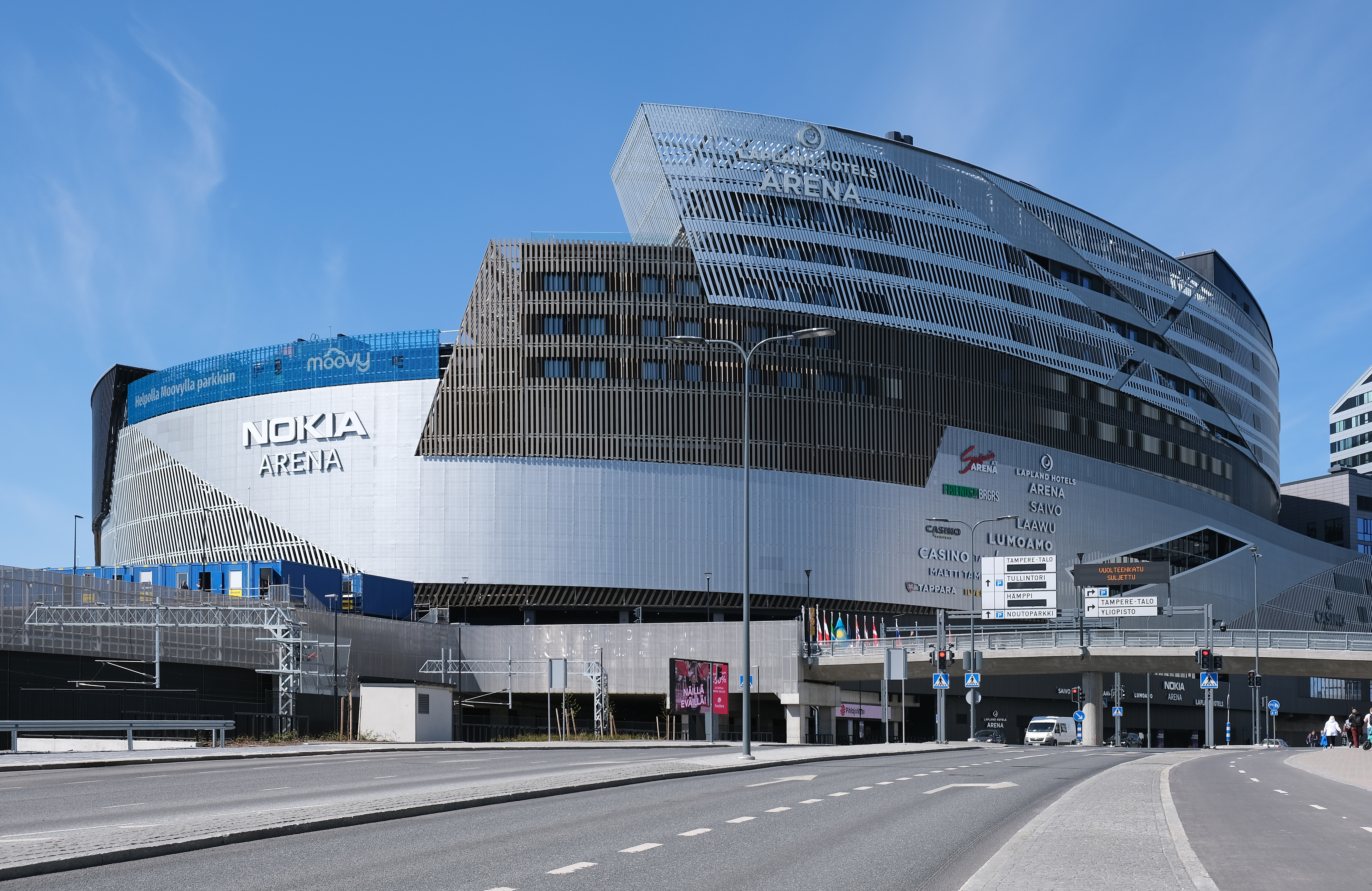
Nokia Arena
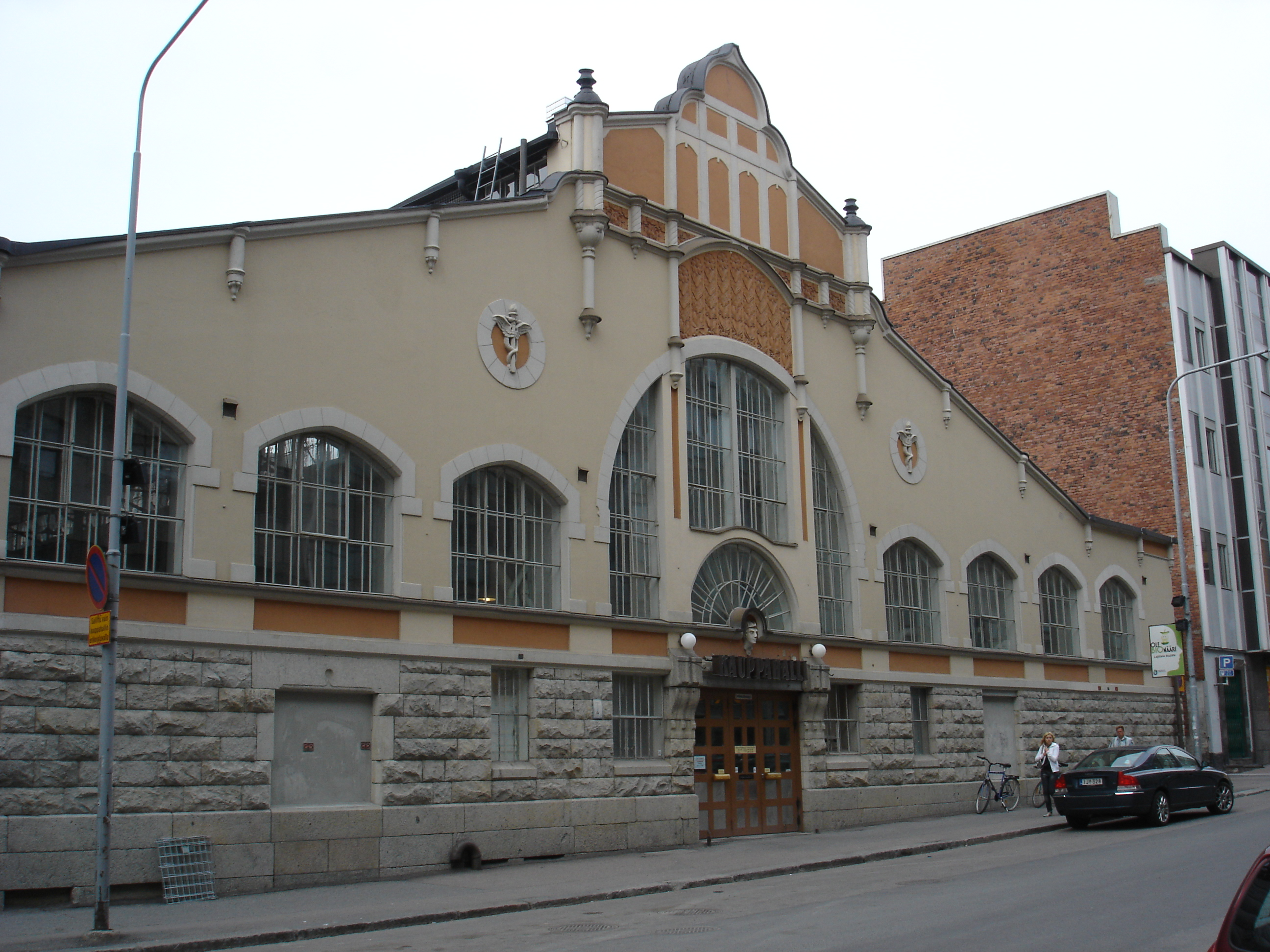
Saluhall
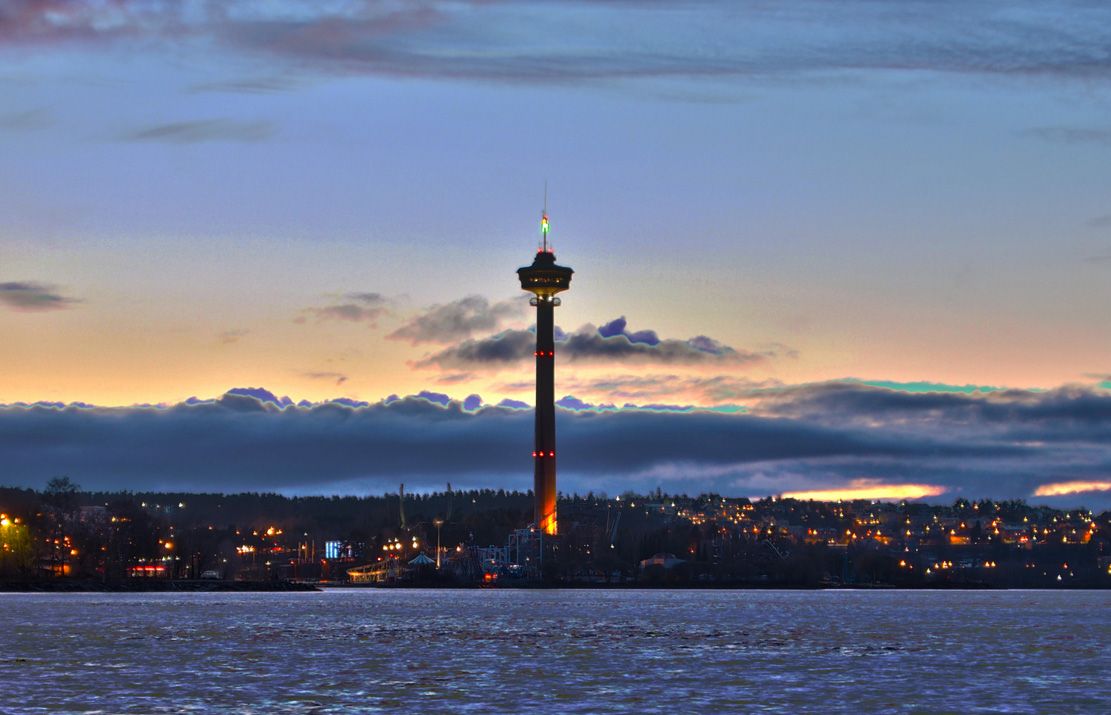
Näsinneulatornet
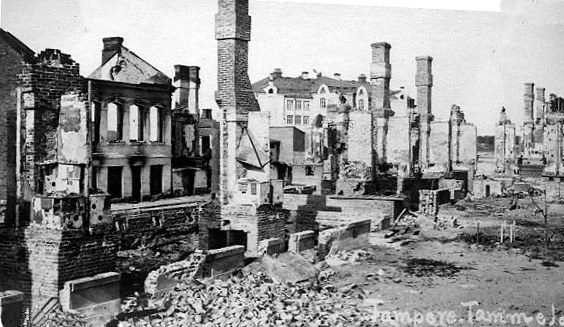
Ruiner i Tammerfors efter att staden intagits av de vita under det finska inbördeskriget 1918.